# Самуїлова фортеця
Самуїлова фортеця — фортеця на горі в місті Охрид, Північна Македонія, над Охридським озером. Названа на честь болгарського царя Самуїла, який втім у 967—1014 роках лише розширив та перебудував давньоримське й більш давнє укріплення. Згадується в працях історика Лівія у 209 році до н. е.

## Історія
Полібій згадує пагорб на північно-східному березі Охридського озера, на якому Філіп II Македонський планував побудувати фортецю. Давньоримський історик Лівій у 209 році до н. е. вперше згадує фортифікаційні споруди на охридському пагорбі навколо міста Ліхнід. Фортеця згадується в праці літописця Івана Малали за 487 рік у зв'язку з невдалим штурмом військами короля остготів.
Найбільшого розмаху укріплення отримали під час правління болгарського царя Самуїла з 976 по 1014 роки та його нащадків до 1018 року. Тоді місто було захоплено візантійськими військами Василія II Болгаробійці, а укріплення зруйновано. Фортецю було відбудовано за імператора Олексія I Комніна.